# Engineering Division TW-1
Engineering Division TW-1 là một loại máy bay huấn luyện hai tầng cánh hai chỗ của Hoa Kỳ, do Engineering Division thiết kế chế tạo.

## Tính năng kỹ chiến thuật
Dữ liệu lấy từ aerofiles.com
Đặc điểm tổng quát
- Kíp lái: 2
- Chiều dài: 28 ft 10 in (8.79 m)
- Sải cánh: 41 ft 0 in (12.5 m)
- Động cơ: 1 × Liberty 6, 230 hp (172 kW)